# غوستاف هانسون
غوستاف هانسون (بالإنجليزية: Gustav Hanson)‏ هو متسابق بياثل أمريكي، ولد في 8 أغسطس 1934.

## وصلات خارجية
- غوستاف هانسون على موقع أوليمبيديا (الإنجليزية)